# Rio Iconha
O rio Iconha é um curso de água do estado do Espírito Santo, no Brasil. Apresenta 24 km de extensão e drena uma área de 225 km².
O rio Iconha é formado no encontro de três ribeirões: Inhaúma, São Pedro e Monte Alegre. Os ribeirões Inhaúma e São Pedro nascem no município de Iconha, e o ribeirão Monte Alegre nasce no município de Rio Novo do Sul. Em seu percurso, o rio Iconha atravessa a cidade de Iconha. Após receber as águas do rio Itapoama, o rio Iconha entra no município de Piúma, onde tem sua foz no Rio Novo.